# Eleição municipal de Maceió em 2008
A eleição municipal da cidade brasileira de Maceió em 2008 ocorreu em 5 de outubro de 2008. O prefeito era Cícero Almeida, do PP, que tentou a reeleição. O prefeito Cícero Almeida, do PP, foi reeleito prefeito de Maceió ainda no primeiro turno.

## Candidatos
|  | Nº | Candidato(a) a prefeito | Candidato(a) a prefeito                           | Candidato(a) a vice-prefeito | Candidato(a) a vice-prefeito                           | Coligação |
|  | -- | ----------------------- | ------------------------------------------------- | ---------------------------- | ------------------------------------------------------ | --- |
|  | 11 |                         | Cícero Almeida (PP) José Cícero Soares de Almeida |                              | Lourdinha Lyra (PR) Maria de Lourdes Pereira de Lyra   | Por Amor a Maceió - Partido Progressista (Brasil) (PP) - Partido da República (PR) - Partido Comunista do Brasil (PCdoB) - Partido Social Liberal (PSL) - Partido da Mobilização Nacional (PMN) - Partido Trabalhista Brasileiro (PTB) - Democratas (DEM) - Partido Verde (PV) - Partido Trabalhista do Brasil (PTdoB) - Partido Trabalhista Nacional (PTN) - Partido Republicano Brasileiro (PRB) - Partido Renovador Trabalhista Brasileiro (PRTB) - Partido Trabalhista Cristão (PTC) - Partido Republicano Progressista (PRP) - Partido da Social Democrata Cristão (PSDC) - Partido Humanista da Solidariedade (PHS) |
|  | 13 |                         | Judson Cabral (PT) Judson Cabral de Santana       |                              | Vanda Menezes (PDT) Vanda Maria Menezes Barbosa        | Maceió mais Humana - Partido dos Trabalhadores (PT) - Partido Democrático Trabalhista (PDT) |
|  | 16 |                         | Manoel de Assis (PSTU) Manoel de Assis da Silva   |                              | Eduardo Baracat (PSTU) Eduardo Baracat Loeck           | Alternativa Socialista - Partido Socialista dos Trabalhadores Unificado (PSTU) - Partido Comunista Brasileiro (PCB) |
|  | 45 |                         | Solange Jurema (PSDB) Solange Bentes Jurema       |                              | Regis Cavalcante (PPS) José Regis Barros Cavalcante    | Gente em Primeiro Lugar - Partido da Social Democracia Brasileira (PSDB) - Partido Popular Socialista (PPS) - Partido do Movimento Democrático Brasileiro (PMDB) - Partido Social Cristão (PSC) - Partido Socialista Brasileiro (PSB) |
|  | 50 |                         | Mário Agra (PSOL) Mário Agra Junior               |                              | Professor Afonso (PSOL) Afonso Marinho Espíndola Filho | Sem coligação - Partido Socialismo e Liberdade (PSOL) |

## Resultado da eleição para prefeito
| Cícero Almeida (PP)     | Lourdinha Lyra (PR)     | 319.831 | 81,49%  |
| Judson Cabral (PT)      | Vanda Menezes (PDT)     | 41.948  | 10,69%  |
| Solange Jurema (PSDB)   | Regis Cavalcante (PPS)  | 23.813  | 6,07%   |
| Mário Agra (PSOL)       | Professor Afonso (PSOL) | 5.906   | 1,50%   |
| Manoel de Assis (PSTU)  | Eduardo Baracat (PSTU)  | 997     | 0,25%   |
| Total de votos válidos  | Total de votos válidos  | 392.495 | 100,00% |
| Votos apurados          |                         |         |         |
| Votos válidos           | Votos válidos           | 392.495 | 91,39%  |
| Votos em branco         | Votos em branco         | 12.688  | 2,95%   |
| Votos nulos             | Votos nulos             | 24.286  | 5,65%   |
| Total de votos apurados | Total de votos apurados | 429.469 | 100,00% |
| Eleitores               |                         |         |         |
| Comparecimento          | Comparecimento          | 429.469 | 85,10%  |
| Abstenções              | Abstenções              | 75.173  | 14,90%  |
| Total de eleitores      | Total de eleitores      | 504.642 | 100,00% |
| Total de seções: 1.219  |                         |         |         |